# 비티 슈람
비티 슈램(Bitty Schram, 1968년 7월 17일 ~ )은 미국의 배우이다.

## 출연 작품
- 모멘츠 오브 클래러티 (2015)
- 도둑(영어판) (2006)
- 언컨디셔널 러브 (2002)
- 명탐정 몽크 시즌1 (2002)
- 펠리시티 (1998)
- 코트 (1996)
- 졸업 (1996)
- 마빈의 방 (1996)
- 어느 멋진 날 (1996)
- 체이서 (1994)
- 그 남자의 방 그 여자의 집 (1993)
- 아버지와 아들 (1992)
- 그들만의 리그 (1992)